# Kolbenheyer Ferenc
Kolbenheyer Ferenc (Sopron vagy Eperjes, 1841. február 13. – Budapest vagy Buziásfürdő, 1881. január 11.) magyar építész.

## Életpályája
1859–1861 között a Technische Hochschule hallgatója volt Bécsben. 1860–1861 között ezzel párhuzamosan filozófiát tanult a bécsi egyetemen. Tanulmányait a charlottenburgi műegyetemen végezte el. 1869-től Pesten (1873-tól Budapesten) tevékenykedett. 1874-ben a Vallási és Oktatási Minisztérium megbízásából miniszteri építész lett. 1874–1880 között (hét év alatt) hat nagy és három kisebb középületet tervezett meg, és újabb három megtervezését kezdte meg.
Budapesten sok középületet tervezett történeti stílusokban. Élete virágkorában, nem sokkal 40 születésnapja előtt hunyt el 1881-ben. A Fiumei úti sírkertben helyezték nyugalomra. Sírhelye ma már nem található meg, mert felszámolták.

## Családja
Édesapja Kolbenheyer Mór (Bielitz, 1810. július 17. – Sopron, 1884. január 4.) evangélikus lelkész, egyházi író, műfordító volt Eperjesen 1836–1846 között, és Sopronban 1846–1884 között. Fia, Kolbenheyer Ervin Guidó (1878–1962) híres német író lett. Fivére Kolbenheyer Viktor (1858–?) építész.

## Épületei
- 1869?: Veres Pálné Gimnázium, 1053 Budapest, Veres Pálné utca 36-38.
- 1869–1872: Lloyd-palota – 1872 és 1905 között a Budapesti Áru- és Értéktőzsde székháza,[9] ezután a tőzsde átköltözött az újonnan épült Tőzsdepalotába. A Lloyd-palota második világháborúban elpusztult[10] (nem azonos a mellette fekvő, szintén elpusztult Hild József-féle Lloyd-palotával)[11]
- 1871: a Kassa-Oderberg Vasútvállalat székhelye[12]
- 1872: Kiss Dávid-palota, Szeged, Széchenyi tér 15. (Benkó Károllyal)[13]
- 1872–1873: Andrássy (Sugár) úti villa, 1062 Budapest, Andrássy út 123. (Benkó Károllyal)[14]
- 1874–1876: Markó utcai főgimnázium (ma: Budapesti Gazdaságtudományi Egyetem Kereskedelmi, Vendéglátóipari és Idegenforgalmi Kar), 1055 Budapest, Markó Károly utca 29-31.
- 1872–1877: I. számú Sebészeti Klinika (ma: Semmelweis Egyetem Bőr- és Nemikórtani és Bőronkológiai Klinika), 1085 Budapest, Mária u. 41.[15] (a belső klinikai tömb részeként)
- 1875–1876: Országos Magyar Királyi Mintarajztanoda és Rajztanárképezde (ma: Magyar Képzőművészeti Egyetem), 1062 Budapest, Andrássy út 69. (Rauscher Lajossal)
- 1876: Budapesti II. Kerületi Királyi Egyetemi Katholikus Főgimnázium / Ferenc József-intézet (ma: Budapesti Egyetemi Katolikus Gimnázium), 1015 Budapest, Szabó Ilonka utca 2-4.[16]
- 1876–1877: Rabbiképző Intézet (ma: Országos Rabbiképző – Zsidó Egyetem), 1084 Budapest, Scheiber Sándor utca 2. (Freund Vilmossal)
- 1875–1879: Kórbonctani Intézet (ma: Semmelweis Egyetem I. Számú Patológiai és Kísérleti Rákkutató Intézet), 1085 Budapest, Üllői út 26. (a belső klinikai tömb részeként)
- 1877–1878: szolgáltató intézmény
- 1877–1883: Belgyógyászati Klinika (ma: Semmelweis Egyetem II. Számú Belgyógyászati Klinika), 1088 Budapest, Szentkirályi u. 46. (a belső klinikai tömb részeként) – az épületet Kolbenheyer 1881-es halála után Weber Antal fejezte be
- 1878: Protestáns Országos Árvaház (ma: a Magyarországi Evangélikus Egyház Budapesti Kollégiuma), 1074 Budapest, Rózsák tere 1.

## Képtár

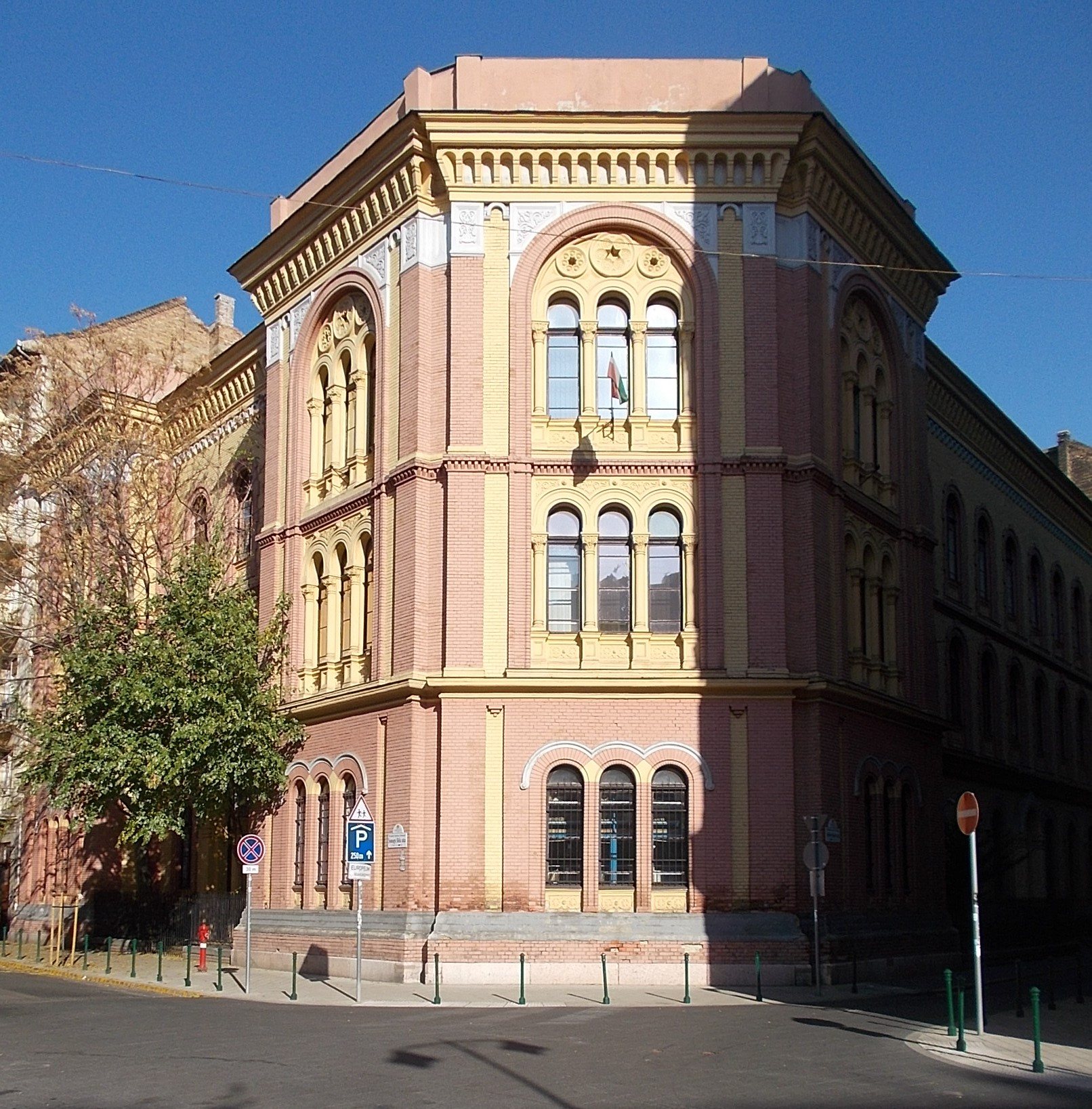
Rabbiképző Intézet
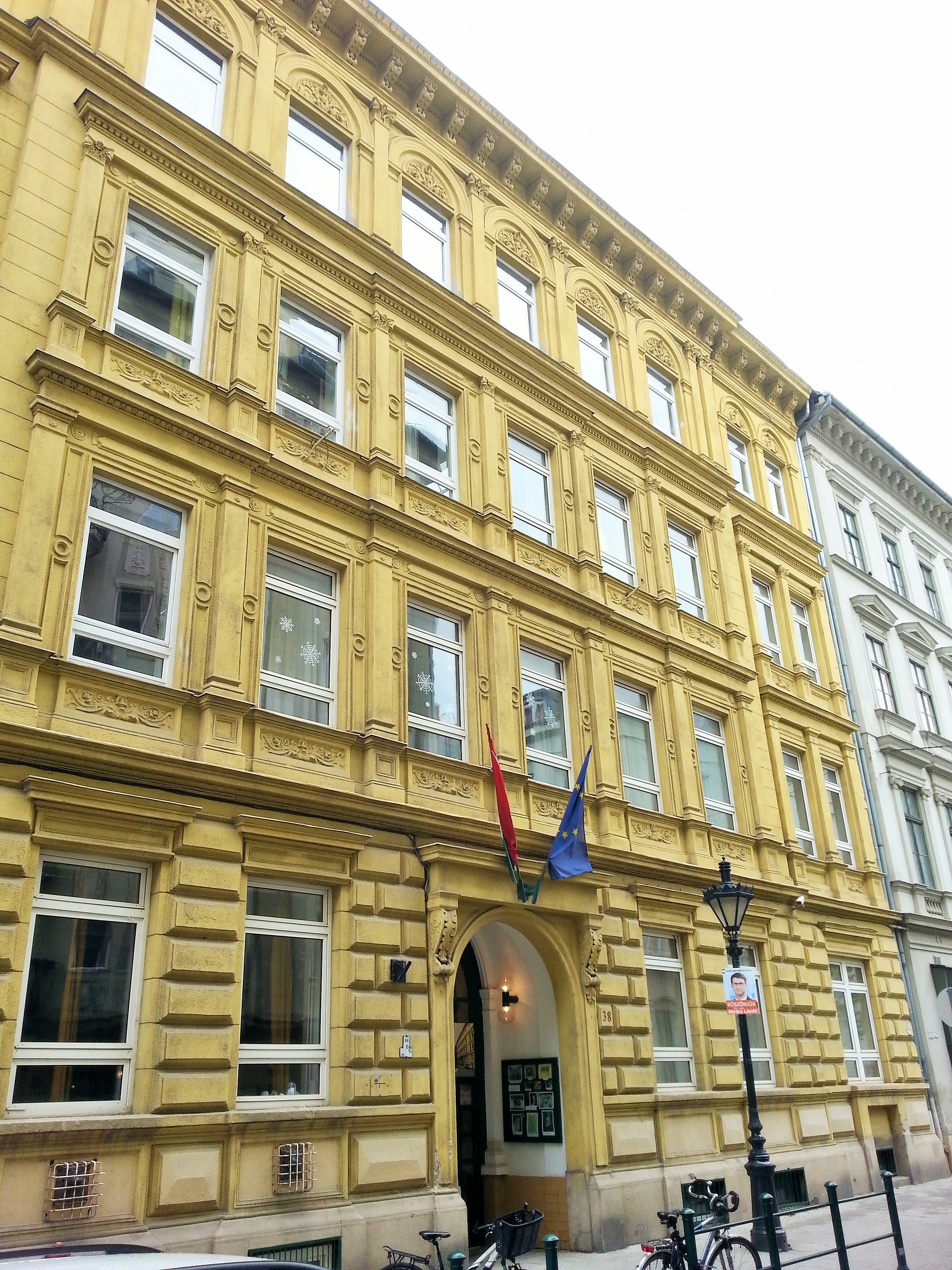
Veres Pálné Gimnázium
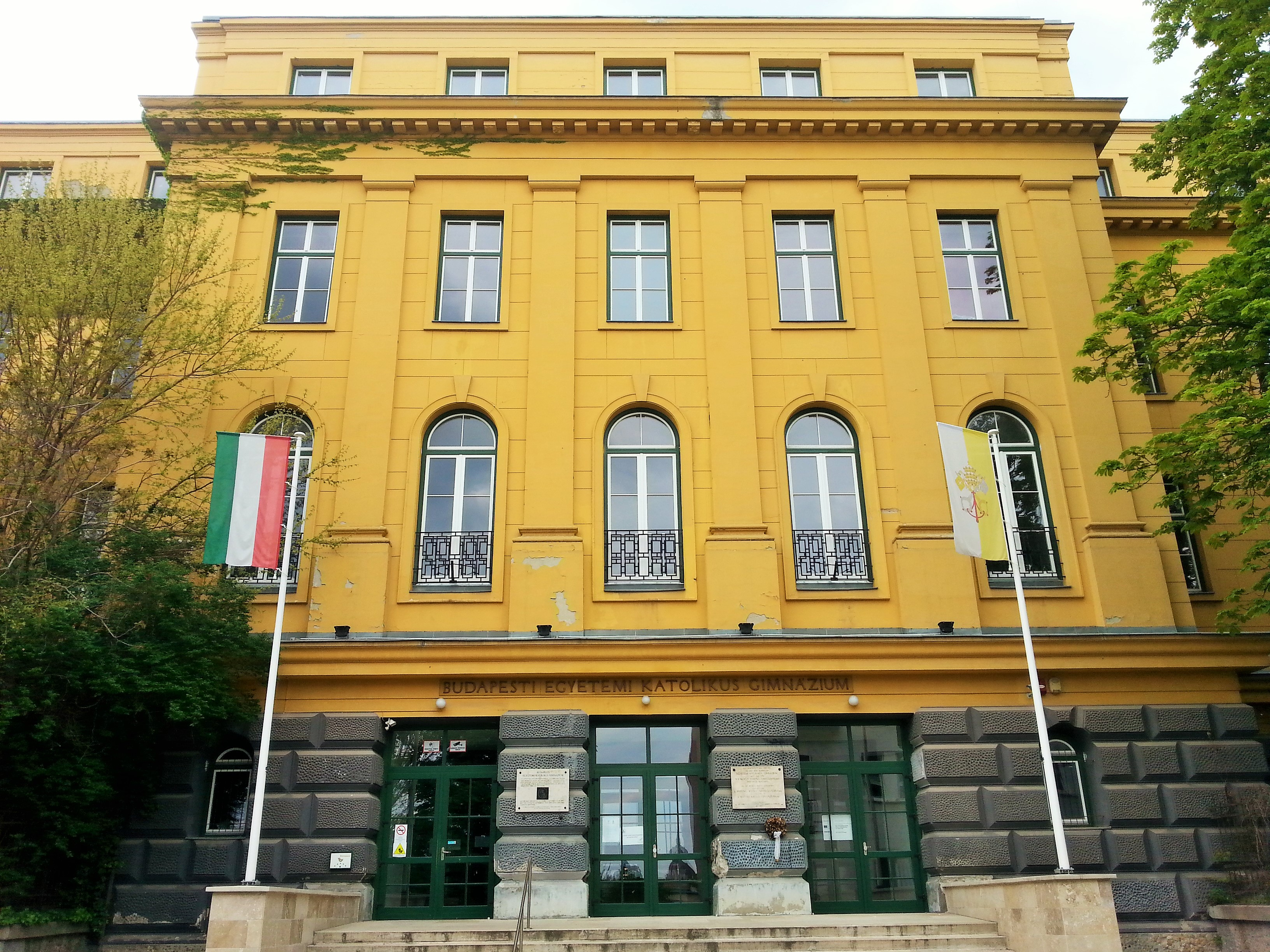
Budapesti II. Kerületi Királyi Egyetemi Katholikus Főgimnázium
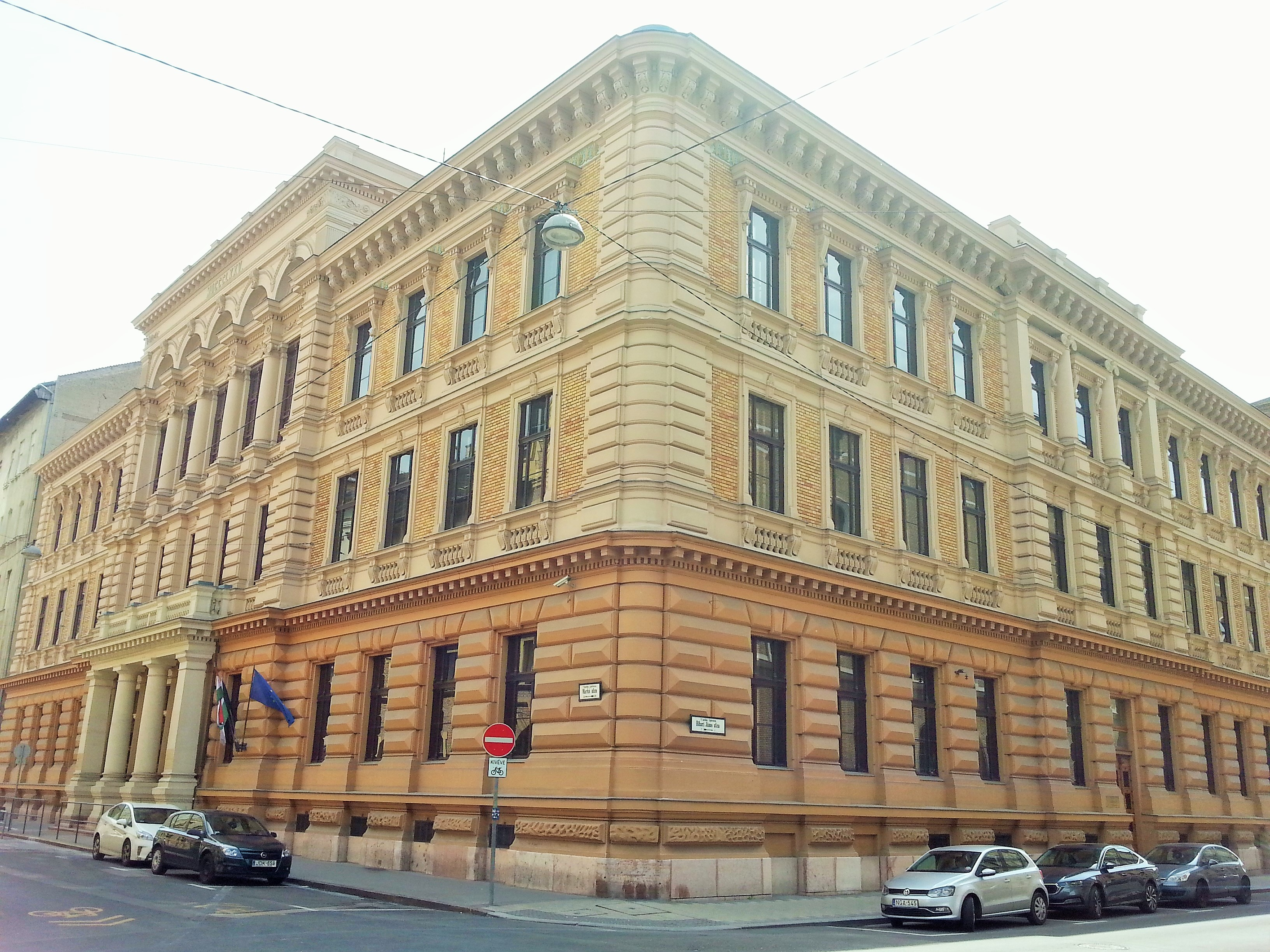
Markó utcai főgimnázium
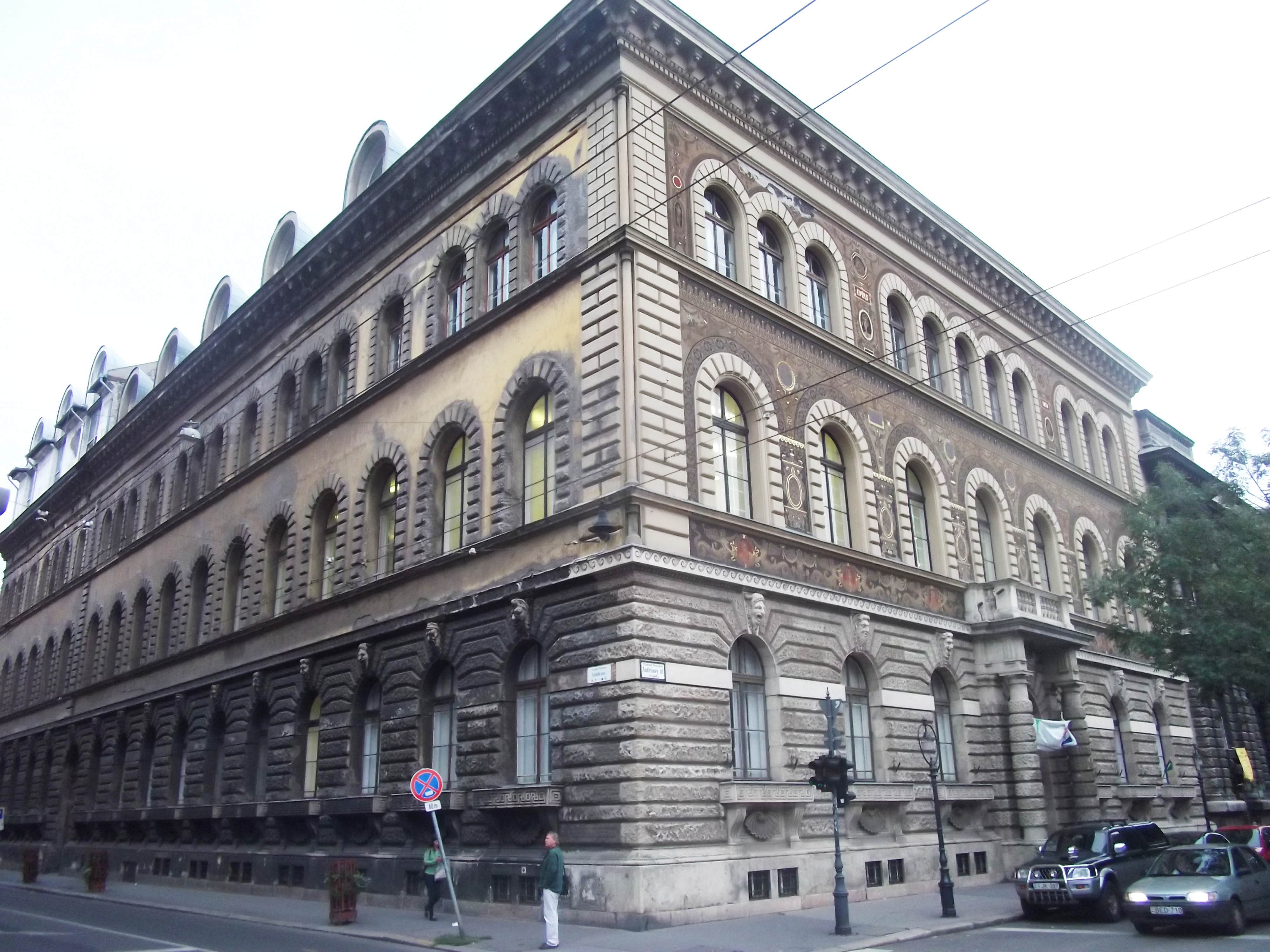
Országos Magyar Királyi Mintarajztanoda és Rajztanárképezde
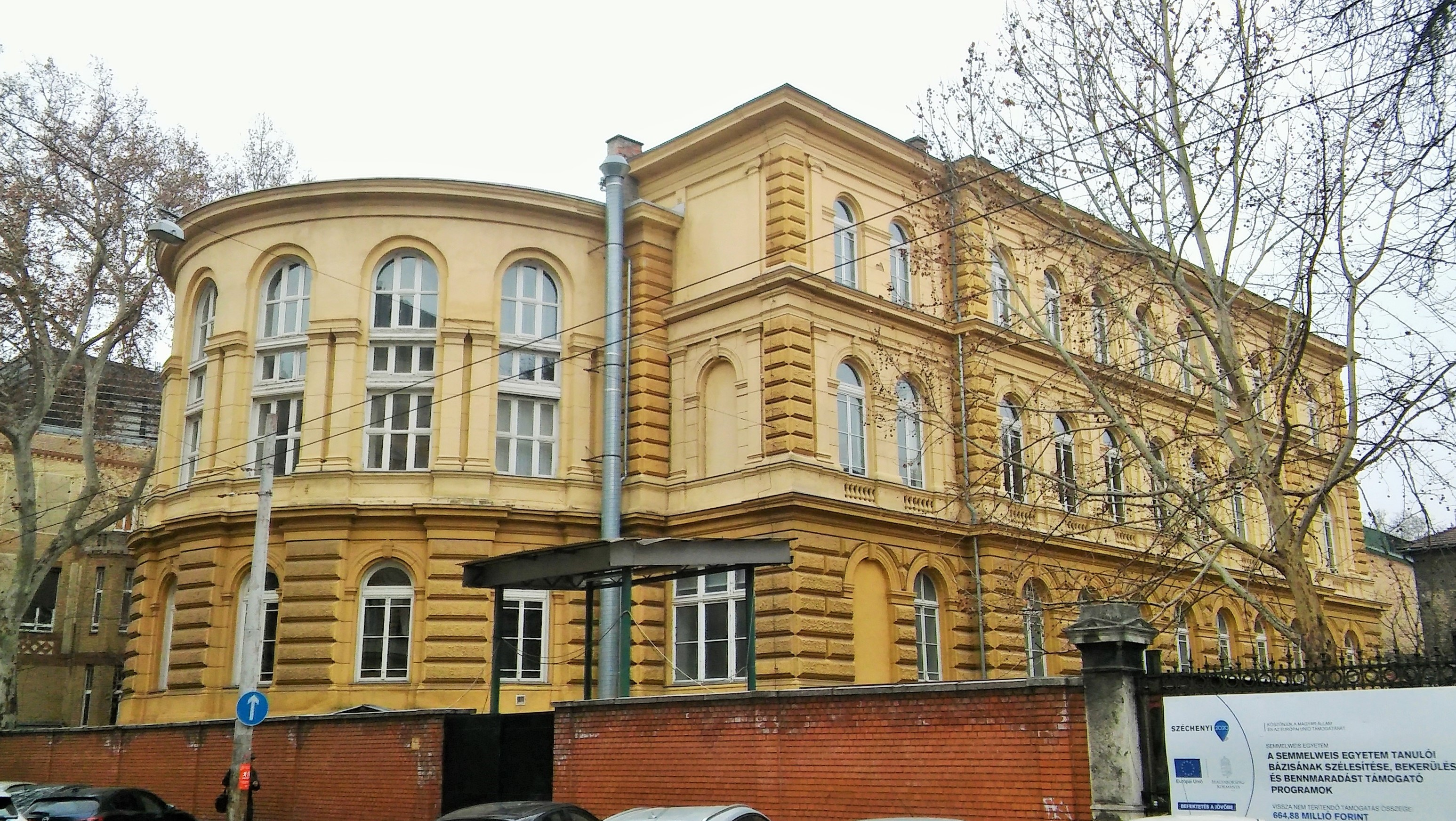
Kórbonctani Intézet
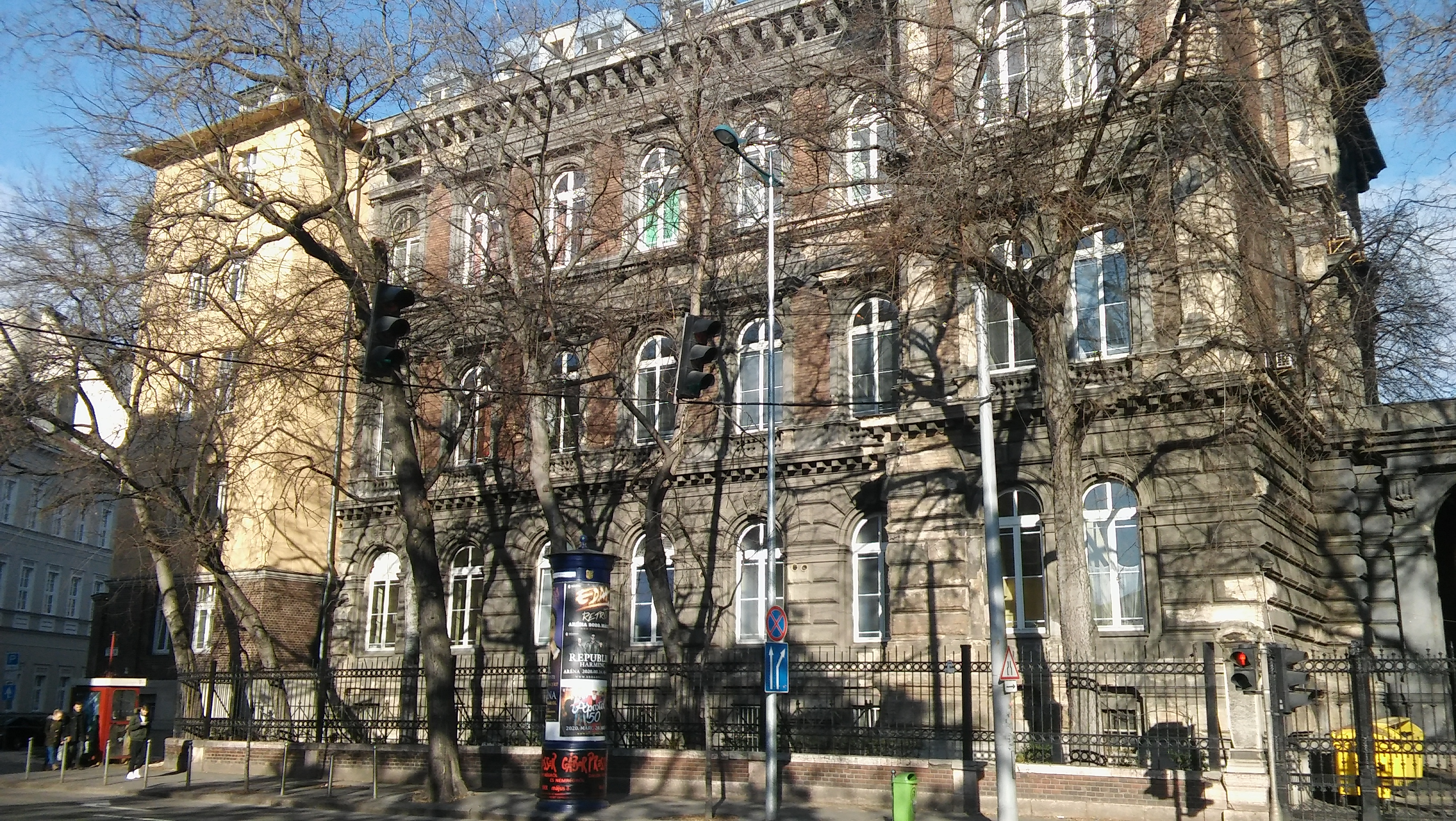
Belgyógyászati Klinika
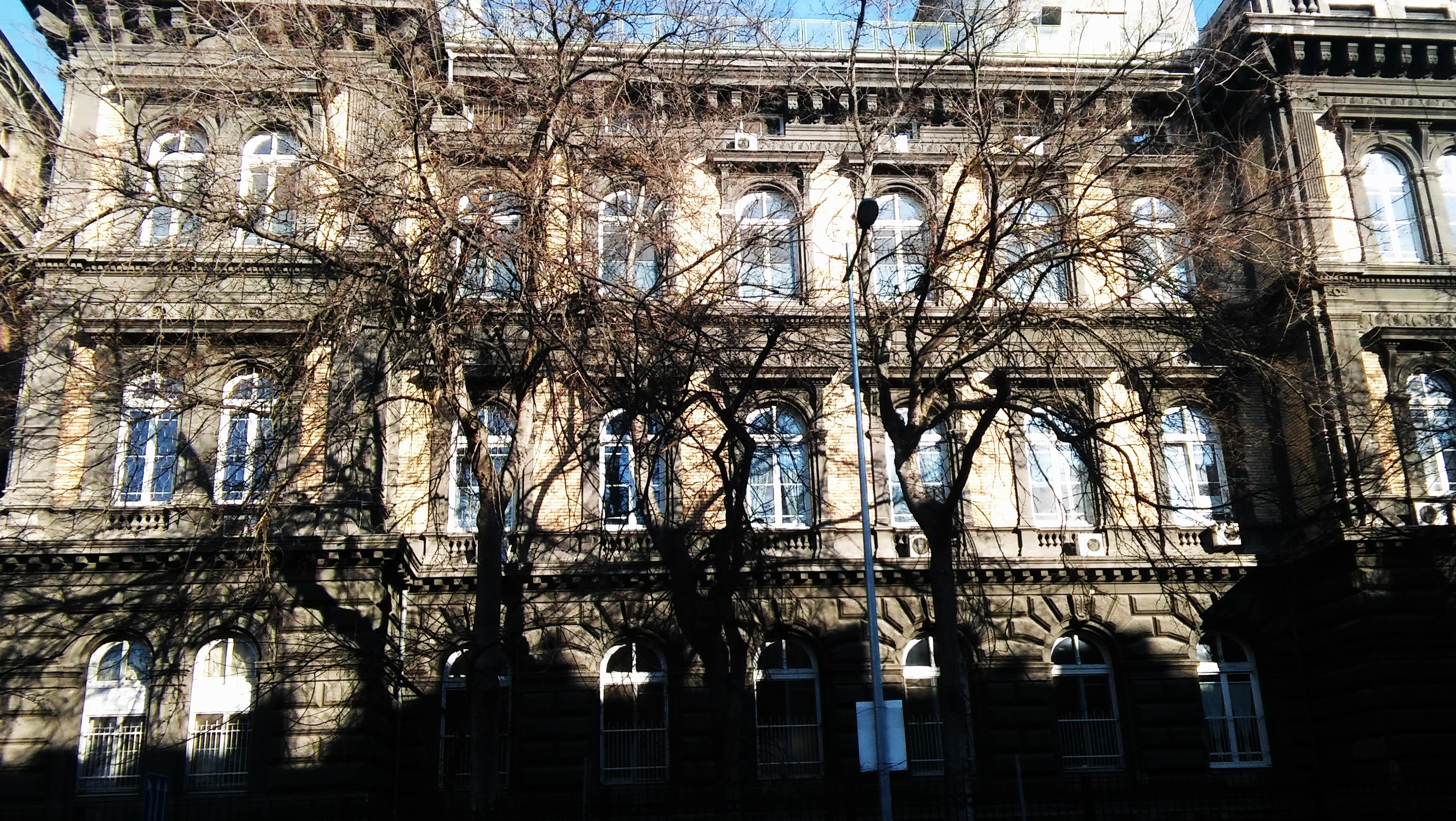
I. számú Sebészeti Klinika

## Archív felvételek

Lloyd-palota
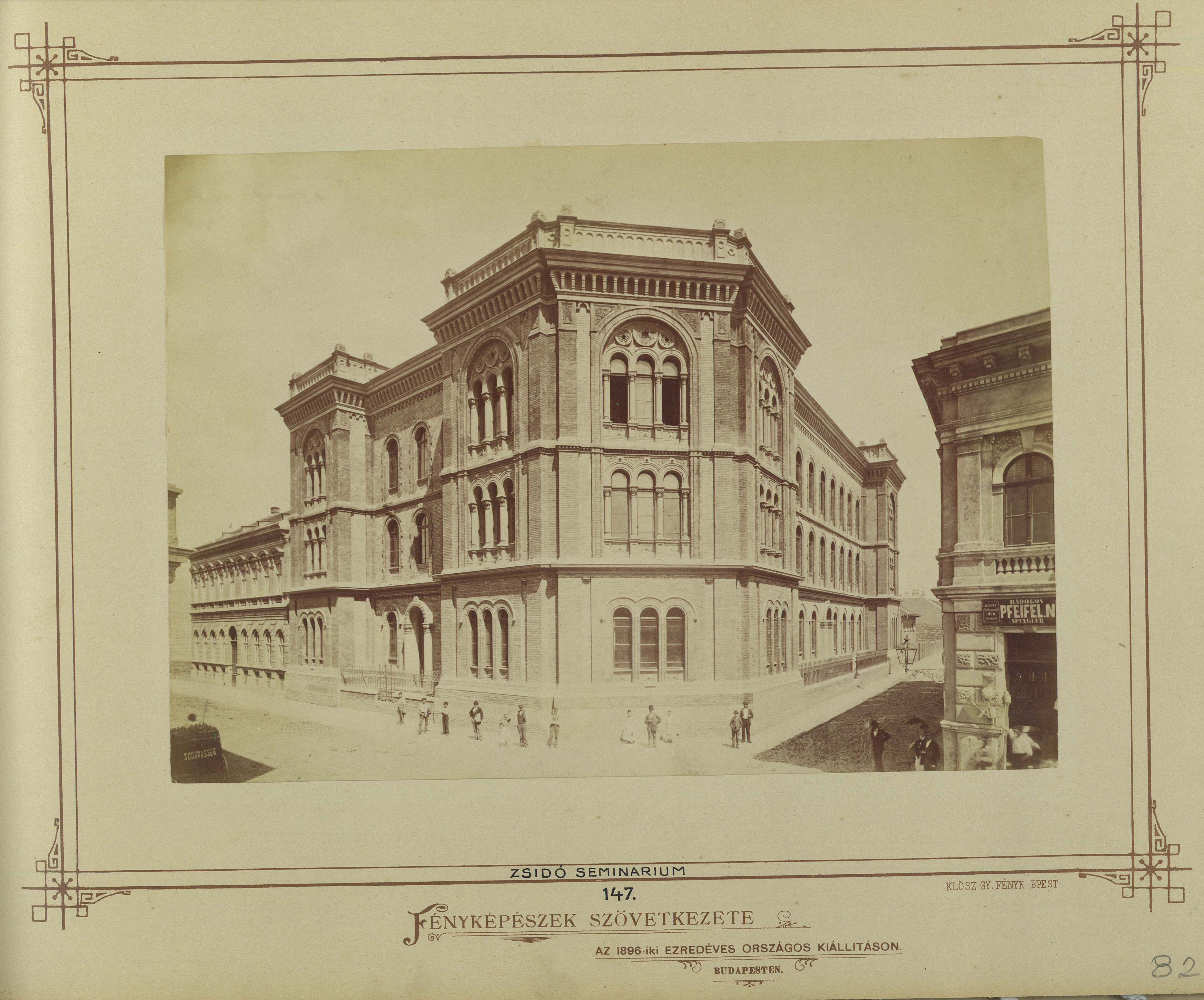
Rabbiképző Intézet
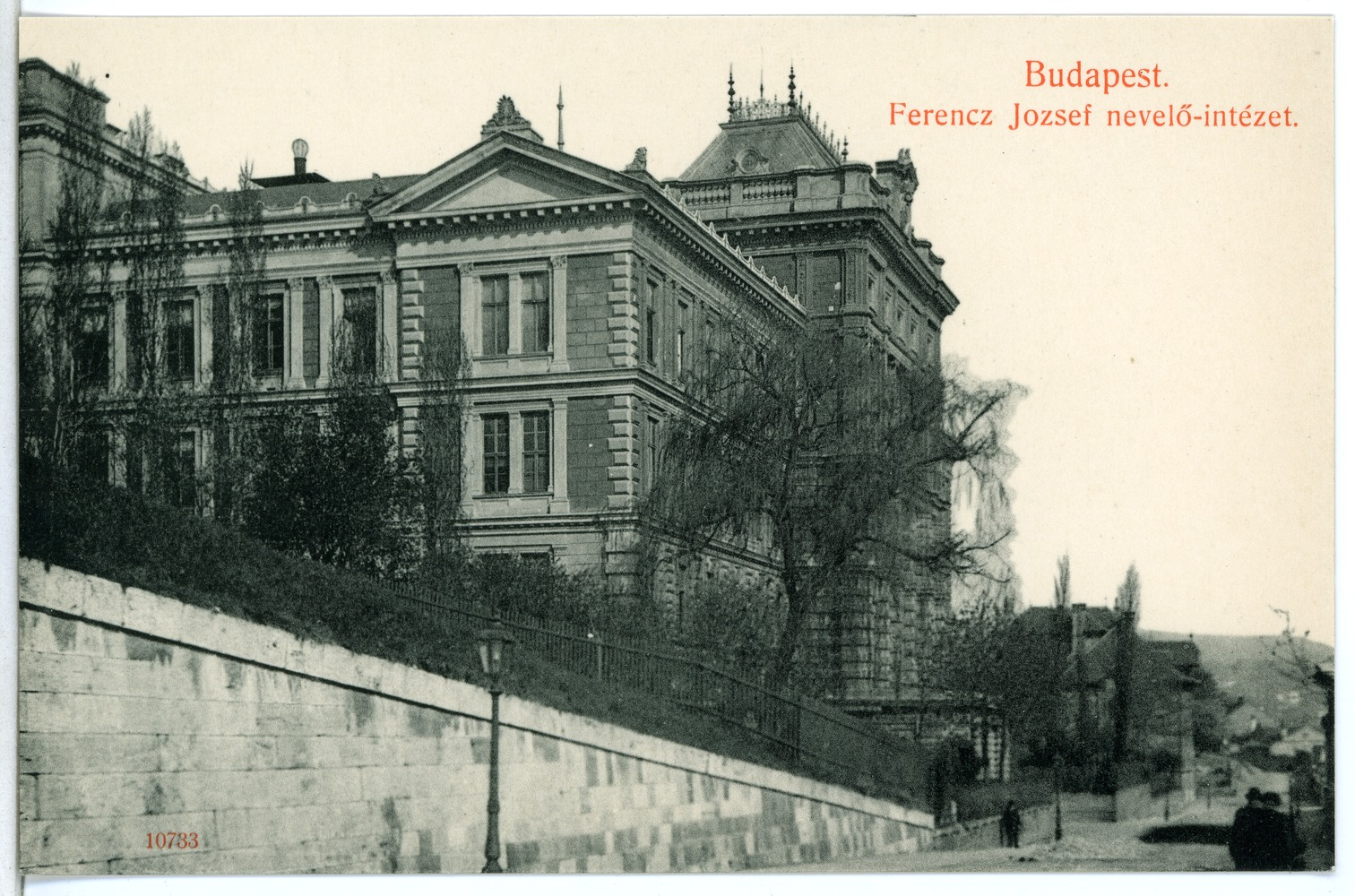
Budapesti II. Kerületi Királyi Egyetemi Katholikus Főgimnázium
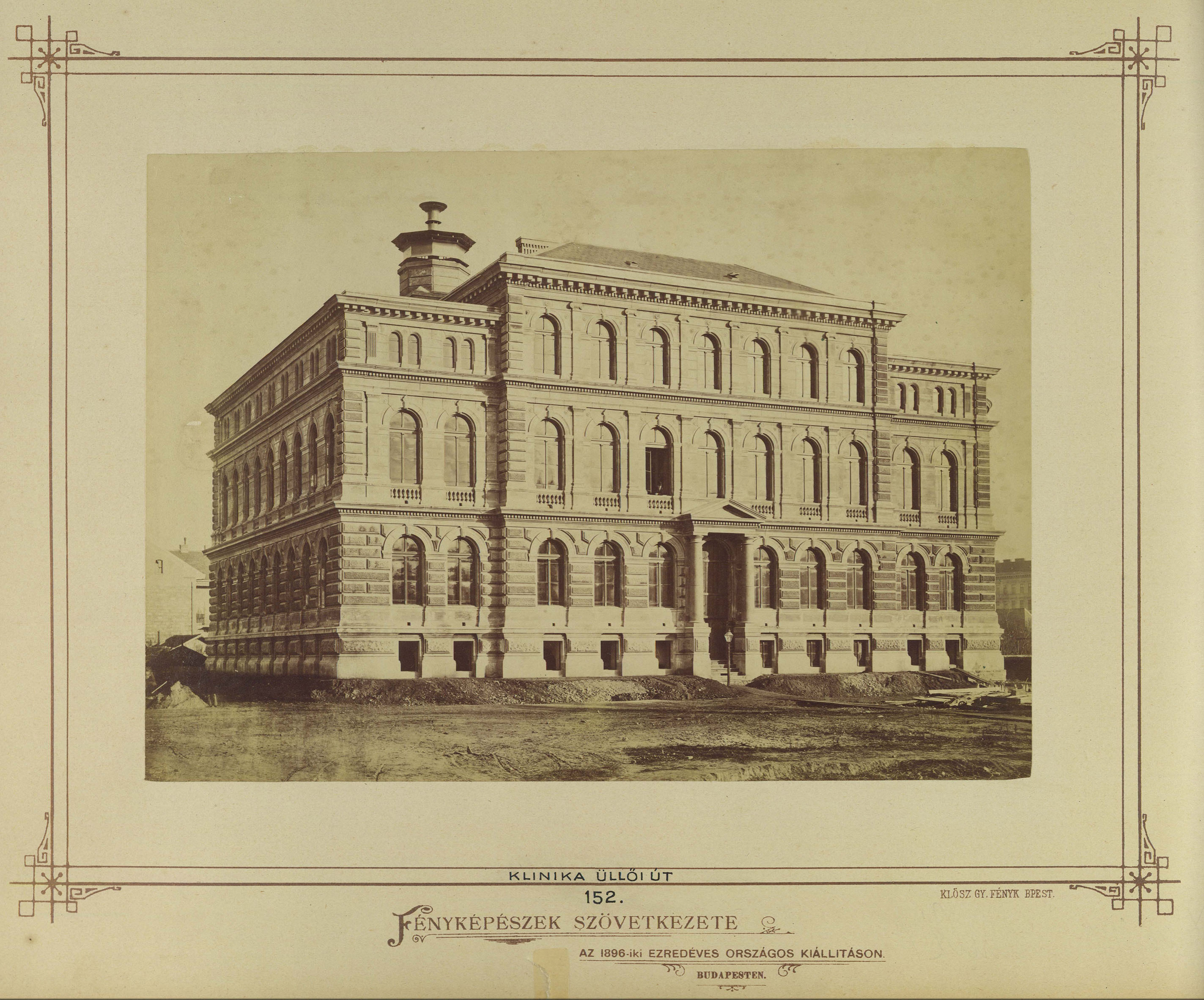
Kórbonctani Intézet
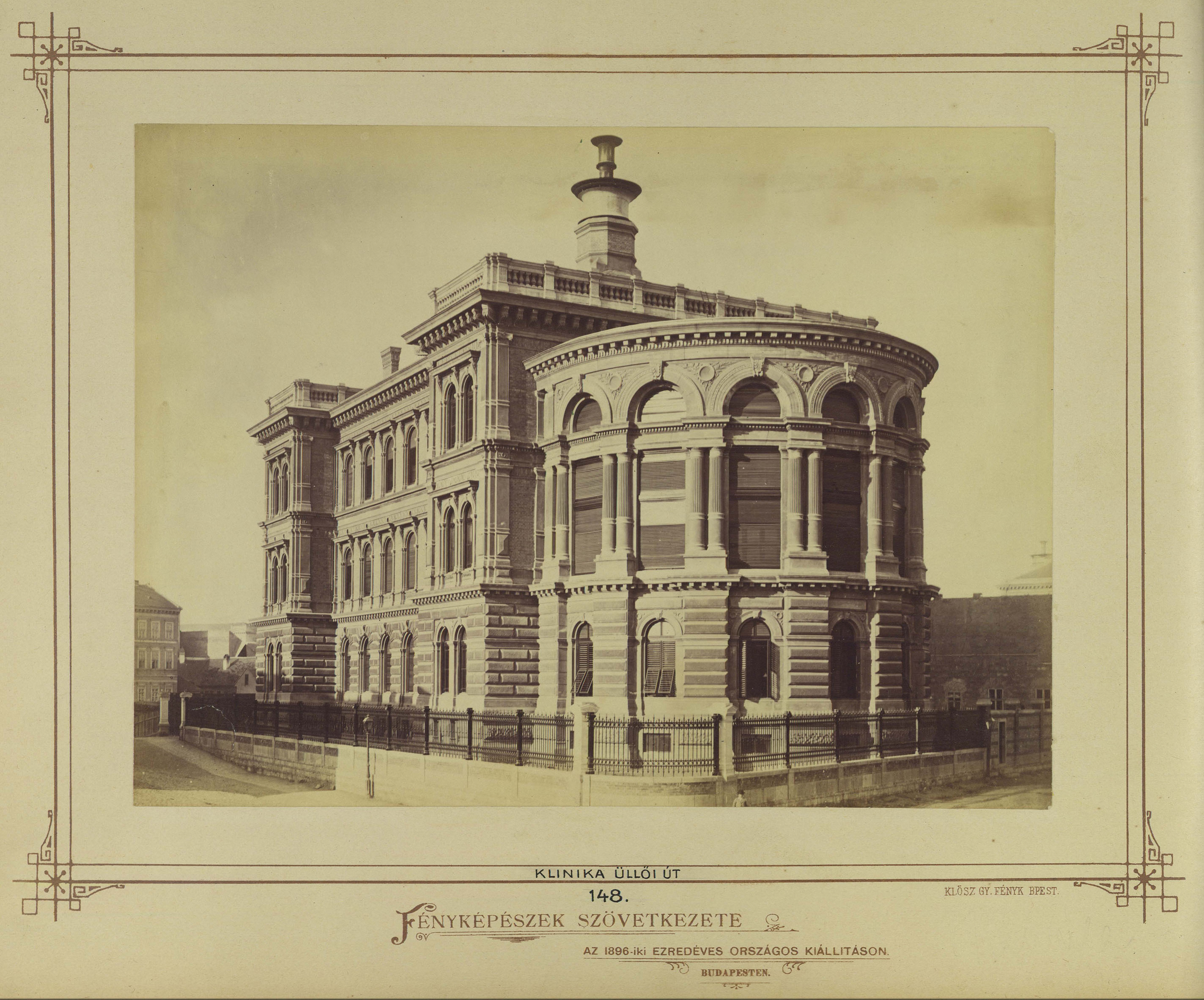
I. sz. Sebészeti Klinika
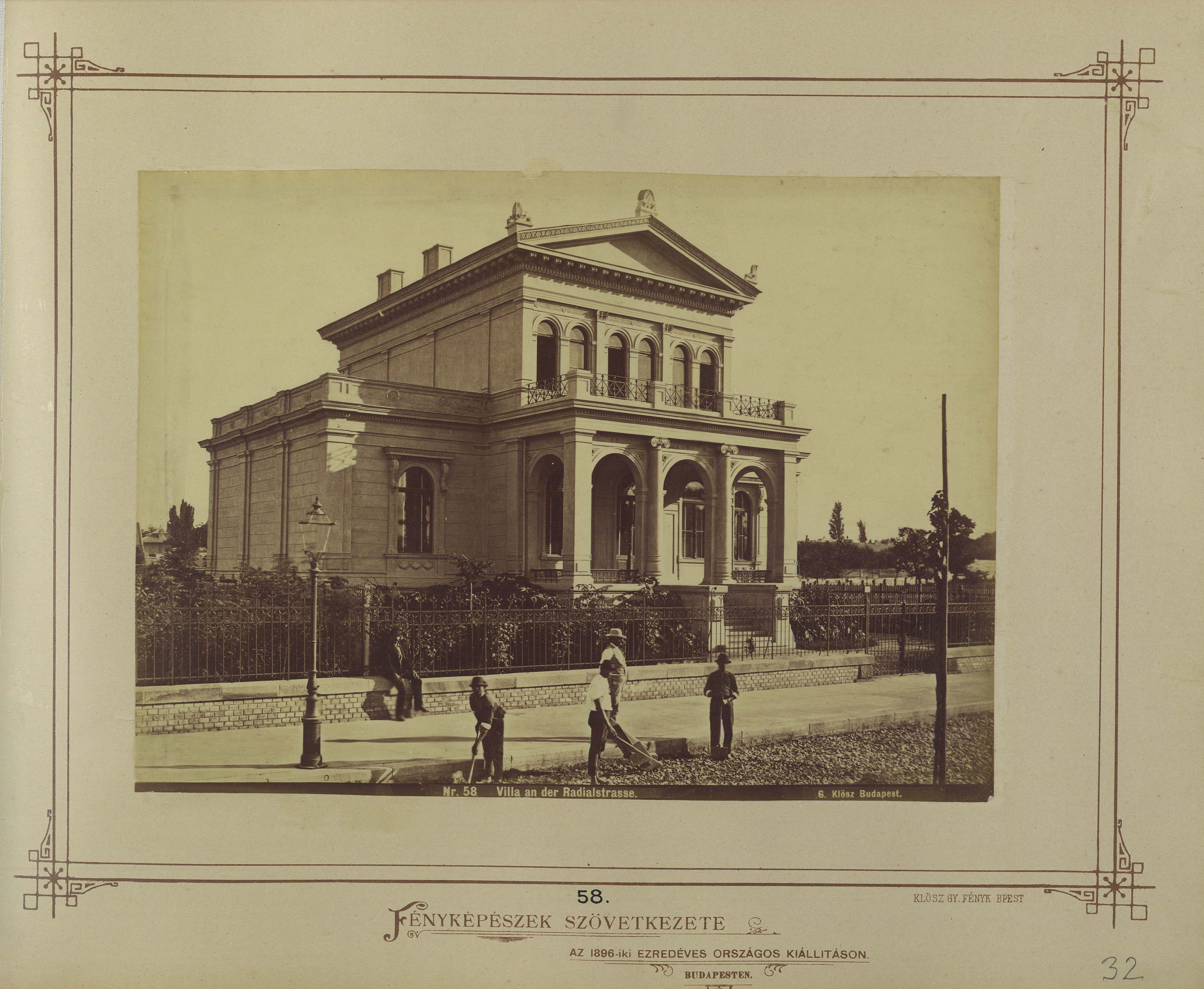
Andrássy (Sugár) út 123. villaépület